# Гаккель Леонід Євгенович
Леоні́д Євге́нович Га́ккель (рос. Леонид Евгеньевич Гаккель; 27 січня 1936, Ленінград — 26 серпня 2024, Санкт-Петербург) — російський піаніст, музикознавець і музичний критик. Син актриси Рози Свердлової та режисера Євгенія Гаккеля.
Закінчив Ленінградську консерваторію по класу фортепіано у Натана Перельмана і аспірантуру за фахом «історія й теорія виконавства». Доктор мистецтвознавства, професор Санкт-Петербургской консерваторії. Заслужений діяч мистецтв Росії.
У книгах Леоніда Гаккеля зібрані статті про найвидантніших російських музикантів другої половини XX століття: Є. Мравінського, С.Ріхтера, М. Юдіну, М. Ростроповича, Н. Гутман та ін. Широко відома також книга «Фортепіанна музика XX століття: Нариси», де автор досліджує розвиток фортепіанного стилю сучасної епохи.

## Книги
- Исполнителю. Педагогу. Слушателю: Статьи, рецензии. — Л.: Советский композитор, 1988. — 168 с.
- Театральная площадь. — Л.: Советский композитор, 1990. — 156 с.
- Фортепианная музыка XX века: Очерки. — Л.: Советский композитор, 1990. — 286 с.
- Я не боюсь, я музыкант: [Сборник статей]. — СПб.: Северный олень, 1993. — 174 стр.
- Величие исполнительства: М. В. Юдина и В. В. Софроницкий. — СПб.: Северный олень, 1994. — 94 стр.
- В концертном зале: Впечатления 1950—1980-х гг. — СПб., Композитор, 1997. — 228 стр.
- Девяностые: Конец века глазами петербургского музыканта. — СПб.: Культ-информ-пресс, 1999. — 286 стр.
- Ещё шесть лет: [Сборник статей]. — СПб.: Культ-информ-пресс, 2006. — 224 стр.